# Ḹ
Cette page contient des caractères spéciaux ou non latins. S’ils s’affichent mal (▯, ?, etc.), consultez la page d’aide Unicode.
Ḹ (minuscule : ḹ), appelé L macron point souscrit, est un graphème utilisé dans la romanisations IAST du sanskrit. 
Il s'agit de la lettre L diacritée d'un macron et d’un point souscrit.

## Utilisation
La lettre ‹ ḹ › représente un ‹ ḷ › long. Il est inclus dans la romanisation pour maintenir une symétrie entre les voyelles courtes et longues, sans être un phonème.

## Représentations informatiques
Le L macron point souscrit peut être représenté avec les caractères Unicode suivants :
- précomposé et normalisé NFC (latin étendu additionnel) :

| formes    | représentations | chaînes de caractères | points de code | descriptions                                       |
| --------- | --------------- | --------------------- | -------------- | -------------------------------------------------- |
| capitale  | Ḹ               | Ḹ                     | U+1E38         | lettre majuscule latine l point souscrit et macron |
| minuscule | ḹ               | ḹ                     | U+1E39         | lettre minuscule latine l point souscrit et macron |

- décomposé et normalisé NFD (latin de base, diacritiques) :

| formes    | représentations | chaînes de caractères | points de code       | descriptions                                                            |
| --------- | --------------- | --------------------- | -------------------- | ----------------------------------------------------------------------- |
| capitale  | Ḹ               | L◌̣◌̄                   | U+004C U+0323 U+0304 | lettre majuscule latine l diacritique point souscrit diacritique macron |
| minuscule | ḹ               | l◌̣◌̄                   | U+006C U+0323 U+0304 | lettre minuscule latine l diacritique point souscrit diacritique macron |

## Sources
- Richard Salomon, « Writing Systems of the Indo-Aryan Languages », in George Cardona et Dhanesh Jain, The Indo-Aryan Languages, Routledge, pp. 67–103, 2003.  (ISBN 978-0-415-77294-5).